# 阳圩镇
阳圩镇，是中华人民共和国广西壮族自治区百色市右江区下辖的一个乡镇级行政单位。

## 行政区划
阳圩镇下辖以下地区：
平圩村、塘里村、阳圩村、华村、柳羊村、六丰村、汪乡村、者袍村、孟沙村、达江村、昂里村、巴部村、百背村、者仙村、六甘村、伦楼村、布林村和那等村。